# Żemojtele (gmina Podbrzezie)
Żemojtele (lit. Žemaitėliai; pol. hist. Zemejtele, Żemajtele) – kolonia na Litwie, w okręgu wileńskim, w rejonie wileńskim, w gminie Podbrzezie, przy drodze magistralnej A14.
Współcześnie w skład miejscowości wchodzi także dawna wieś Mitrofanówka.
Na terenie dawnej Mitrofanówki znajduje się staroobrzędowa cerkiew św. Mikołaja w Żemojtelach z 1928.

## Historia
Pod zaborami Żemojtele (Żemajtele) były fermą skarbową; w II Rzeczypospolitej natomiast zaściankiem.
W XIX i w początkach XX w. położone były w Rosji, w guberni wileńskiej, w powiecie wileńskim, w gminie Podbrzezie. Po I wojnie światowej pod administracją polską, w Zarządzie Cywilnym Ziem Wschodnich. W latach 1920–1922 w składzie Litwy Środkowej.
Od 11 kwietnia 1922 leżały w Polsce, w województwie wileńskim, w powiecie wileńsko-trockim, w gminie Podbrzezie. W 1931 miejscowość liczyła 8 mieszkańców, zamieszkałych w 1 budynku.
Po II wojnie światowej w granicach Związku Sowieckiego. Od 1991 na niepodległej Litwie.